# لادن مستوفي
 لادن مستوفي (بالفارسية: لادن مستوفی) ( 17 نوفمبر 1972 في تونكابون ) ممثلة إيرانية.زوجها شهرام أسدي مخرج وكاتب سيناريو إيراني.

## السيرة الفنية
بدأت حياتها المهنية بالمشاركة في فيلم اليوم المشؤوم في عام 1994 وكانت معروفة بعد أداءها المتألف في بطولة فيلم توقيت التمرد عام 2002. منذ عام 1994 ظهرت لادن في أفلام ومسلسلات تلفزيونية مختلفة. فازت بجائزة أفضل ممثلة في مهرجان أوراسيا السينمائي الدولي الثالث في ألماتي كازاخستان عام 2006.

## فيلموغرافيا
- اليوم المشؤوم ( 1994 )
- شيرين ( 2008 )

## روابط خارجية
- لادن مستوفي على موقع IMDb (الإنجليزية)
- لادن مستوفي على موقع قاعدة بيانات الفيلم (الإنجليزية)